# Парацелска острва
Парацелска острва (кин: 西沙群岛, виј. Quần Đảo Hoàng Sa) ненасељени су архипелаг у Јужном кинеском мору који се састоји од малих острва и гребена. Смештен је 230 км јужно од кинеског острва Хајнан и 200 км источно од вијетнамског острва Лисхон.
Цели архипелаг има преко 130 различитих морских гребена, али свега око тридесет њих су права острва. Острва се налазе на територији од око 15.000 km² површине територијалног мора. Највећа Парацелска острва су Патл, Трајтон, Кресент и Линколн.

## Политички спор
Око ове територије води се међународни спор између следећих земаља: 
- Вијетнам
- Кина
- Република Кина

Архипелах је деценијама предмет спора између Кине и Вијетнама. Године 1974, архипелаг су окупирале војне снаге НР Кине, али и Вијетнам и Република Кина (Тајван) истичу и даље своје право на ову територију.
Као и острва Спарли, и овај архипелаг нема велики економски значај и представља значајну геополитчку позицију у Јужном кинеском мору.